# Narcissus × montserratii
Narcissus × montserratii là một loài thực vật có hoa lai ghép trong họ Amaryllidaceae. Loài này được Fern.Casas & Rivas Ponce mô tả khoa học đầu tiên năm 1988.